# Saison 2011-2012 du MC Oran
Maillots
Chronologie
Saison précédente Saison suivante
Cet article traite la saison 2011-2012 du Mouloudia Club d'Oran. Les matchs se déroulent essentiellement en Championnat d'Algérie de football 2011-2012 et en Coupe d'Algérie de football 2011-2012.

## Effectif professionnel
Effectif du Mouloudia Club d'Oran pour la saison 2011-2012.

## Transferts
| Mercato Estival           |                           |                |                        |            |
| Nom                       | Nationalité               | Transfert      | Provenance/Destination | Division   |
| Arrivées                  |                           |                |                        |            |
| Omar Slimi                | Algérie                   | Transfert      | CR Belouizdad          | Ligue 1    |
| Abdelkader Harizi         | Algérie                   | Transfert      | USM Blida              | Ligue 2    |
| Sofiane Bouterbiat        | Algérie                   | Transfert      | USM Annaba             | Ligue 2    |
| Eudes Dagoulou            | République centrafricaine | Transfert      | AS Pélican             | Division 1 |
| Ilyes Kourbia             | Algérie                   | Transfert      | ES Sétif               | Ligue 1    |
| 1er Contrat Professionnel |                           |                |                        |            |
| Chaffik Bourzama          | Algérie                   | Transfert      | CRB Aïn Turck          | National   |
| Hamouda Fedel             | Algérie                   | Formé au Club  | MCO Juniors            | L1 Juniors |
| Départ                    |                           |                |                        |            |
| Zoubir Ouasti             | Algérie                   | Libéré         | ASM Oran               | Ligue 2    |
| Benaoumer Akram           | Algérie                   | Libéré         | ES Mostaganem          | Ligue 2    |
| Abbas Aïssaoui            | Algérie                   | Libéré         | USM El Harrach         | Ligue 1    |
| Seddik Berradja           | Algérie                   | Libéré         | MC Alger               | Ligue 1    |
| Chemseddine Chellali      | Algérie                   | Libéré         | MC El Eulma            | Ligue 1    |
| Karim Meddahi             | Algérie                   | Libéré         | ES Mostaganem          | Ligue 2    |
| Bouabdellah Daoud         | Algérie                   | Libéré         | RC Kouba               | Ligue 2    |
| Laid Haddou               | Algérie                   | Libéré         | USM Blida              | Ligue 2    |
| Karim Braham Chaouch      | Algérie                   | Libéré         | Paradou AC             | Ligue 2    |
| Fins de contrat           |                           |                |                        |            |
| Kouider Boukessassa       | Algérie                   | Fin de contrat | -                      | -          |

| Mercato Hivernal          |              |                        |                        |            |
| Nom                       | Nationalité  | Transfert              | Provenance/Destination | Division   |
| Arrivées                  |              |                        |                        |            |
| Farid Bellabes            | Algérie      | Transfert              | USM Alger              | Ligue 1    |
| Saidou Sandaogo           | Burkina Faso | Transfert              | EF Ouagadougou         | Division 1 |
| 1er Contrat Professionnel |              |                        |                        |            |
| Yacine Kechout            | Algérie      | Transfert              | MC Mekhadma            | National   |
| Prêts                     |              |                        |                        |            |
| Nassim Boukemacha         | Algérie      | Prêt (6 mois)          | JSM Béjaïa             | Ligue 1    |
| Brahim Boussehaba         | Algérie      | Prêt (6 mois)          | CR Belouizdad          | Ligue 1    |
| Départ                    |              |                        |                        |            |
| Kada Kechamli             | Algérie      | Libéré                 | Paradou AC             | Ligue 2    |
| Fins de contrat           |              |                        |                        |            |
| Houari El-Ghoul           | Algérie      | Résiliation de Contrat | -                      | -          |
| Sofiane Bengoureïne       | Algérie      | Résiliation de Contrat | ES Sétif               | Ligue 1    |

## Championnat

### Résultats
Le calendrier et les résultats de la ligue 1 version 2011-2012 du Mouloudia Club d'Oran est le suivant:

### Classement
Le classement est établi sur le barème de points classique (victoire à 3 points, match nul à 1, défaite à 0).
Critères de départage :
1. plus grand nombre de points obtenus par une équipe lors des matchs joués entre les équipes en question ;
2. plus grande différence de buts obtenue par une équipe lors des matchs joués entre les équipes en question ;
3. plus grande différence de buts obtenue par une équipe sur l'ensemble des matchs joués par les équipes en question lors de la phase aller ;
4. Le plus grand nombre de buts marqués par une équipe sur l'ensemble des matchs joués par les équipes en question lors de la phase aller ;
5. match d'appui avec prolongation éventuelle et tirs au but est organisé par la ligue sur terrain neutre[5].

mis à jour le 20 mai 2012
| Rang | Équipe           | Pts | J  | G  | N  | P  | Bp | Bc | Diff |
| ---- | ---------------- | --- | -- | -- | -- | -- | -- | -- | ---- |
| 1    | ES Sétif C       | 53  | 30 | 16 | 5  | 9  | 53 | 40 | +13  |
| 2    | JSM Béjaïa       | 53  | 30 | 15 | 8  | 7  | 40 | 26 | +14  |
| 3    | USM Alger        | 52  | 30 | 15 | 7  | 8  | 37 | 25 | +12  |
| 4    | CR Belouizdad    | 48  | 30 | 13 | 9  | 8  | 34 | 28 | +6   |
| 5    | ASO Chlef T      | 47  | 30 | 14 | 5  | 11 | 41 | 34 | +7   |
| 6    | MC Alger         | 44  | 30 | 11 | 11 | 8  | 35 | 33 | +2   |
| 7    | CA Batna P       | 44  | 30 | 12 | 8  | 10 | 38 | 25 | +13  |
| 8    | WA Tlemcen       | 44  | 30 | 12 | 8  | 10 | 39 | 37 | +2   |
| 9    | JS Kabylie       | 41  | 30 | 10 | 11 | 9  | 29 | 23 | +6   |
| 10   | USM El Harrach   | 38  | 30 | 11 | 5  | 14 | 28 | 31 | -3   |
| 11   | MC El Eulma      | 38  | 30 | 10 | 8  | 12 | 38 | 39 | -1   |
| 12   | CS Constantine P | 36  | 30 | 8  | 12 | 10 | 35 | 42 | -7   |
| 13   | MC Oran          | 35  | 30 | 9  | 8  | 13 | 38 | 51 | -13  |
| 14   | AS Khroub        | 31  | 30 | 7  | 10 | 13 | 23 | 46 | -23  |
| 15   | NA Hussein Dey P | 26  | 30 | 5  | 11 | 14 | 29 | 39 | -10  |
| 16   | MC Saïda         | 24  | 30 | 6  | 6  | 18 | 28 | 46 | -18  |

Qualifications africaines
Ligue des champions 2013
- 1er et 2e : premier tour

Coupe de la confédération 2013
- 3e et C : tour préliminaire

Coupe de l'UAFA 2012-13
Relégation
- 14e, 15e et 16e : relégation en Ligue 2 Nedjma

Abréviations
T : Tenant du titre

C : Vainqueur de la coupe d'Algérie 2012

P : Promus de Ligue 2 2010-2011

## Meilleurs buteurs
| Rang | Nom                   | Ligue 1 | Coupe d'Algérie | Total |
| ---- | --------------------- | ------- | --------------- | ----- |
| 1    | Youcef Belaïli        | 8       | 0               | 8     |
| 1    | Nasereddine El Bahari | 8       | 0               | 8     |
| 3    | Eudes Dagoulou        | 4       | 1               | 5     |
| 4    | Mohamed Feddal        | 4       | 0               | 4     |
| 5    | Sid Ahmed Aouedj      | 3       | 0               | 3     |
| 5    | Brahim Boussehaba     | 3       | 0               | 3     |
| 5    | Saidou Sandaogo       | 3       | 0               | 3     |
| 9    | Mohamed Bentiba       | 1       | 0               | 1     |
| 9    | Chaffik Bourzama      | 1       | 0               | 1     |
| 9    | Mohamed Hichem Cherif | 1       | 0               | 1     |
| 9    | Ilyes Kourbia         | 1       | 0               | 1     |

## Aspect économique

### Sponsors
| - Aigle Azur - Hodna Lait - Ifri | - Nedjma - Propal - Zerouati Bechar |

### Équipementier
- Baliston